# Drip Drop
Drip Drop ist ein Lied der aus Aserbaidschan stammenden Pop-Sängerin Safura, das als erste Single aus ihrem ersten Studioalbum It’s My War ausgekoppelt wurde. In Aserbaidschan wurde die Single im März 2010 veröffentlicht. In den deutschsprachigen Staaten erschien zunächst eine Promo-Single am 26. April 2010, ehe die Single offiziell europaweit am 28. Mai 2010 veröffentlicht wurde. Musik und Text des Liedes stammen von den Schweden Anders Bagge, Sandra Bjurman und Stefan Örn. Die Produktion erfolgte durch Anders Bagge und Stefan Örn, wobei Anders Bagge der ausführende Produzent ist. Die Maxi-Single zu Drip Drop enthält außerdem die B-Seiten Soulless und Gonna Let You Know.

## Kommerzieller Erfolg
Anfang Februar 2010 nahm Safura am aserbaidschanischen Vorentscheid zum Eurovision Song Contest (ESC) teil, den sie auch für sich entscheiden konnte. Anfang Mai begann Safura eine Promotion-Tour in Deutschland, die sie vor ihrem Auftritt in Oslo auch in die Niederlande, Schweiz, nach Belgien, Polen und Russland führen sollte. Mit Drip Drop war die zu diesem Zeitpunkt 17-jährige Sängerin beim 55. Eurovision Song Contest am 27. Mai 2010 in Oslo im zweiten Halbfinale vertreten und erreichte mit 113 Punkten das zwei Tage später stattfindende Finale. Dort belegte sie den fünften Platz mit 145 Punkten.

## Mitwirkende
Liedproduktion
- Safura Alizade: Gesang
- Anders Bagge: Ausführender Produzent, Liedtexter, Komponist
- Sandra Bjurman: Liedtexter, Komponist
- Niklas Flyckt: Abmischung
- Stefan Örn: Liedtexter, Komponist, Musikproduzent

Unternehmen
- Cutting Room: Mastering

## Chartplatzierungen
Drip Drop ist die einzige Single von Safura, die außerhalb ihrer Heimat Aserbaidschan mehrere Chartplatzierungen erreichen konnte.
| ChartsChartplatzierungen | Höchstplatzierung | Wochen |
| ------------------------ | ----------------- | ------ |
| Deutschland (GfK)        | 26 (4 Wo.)        | 4      |
| Österreich (Ö3)          | 41 (1 Wo.)        | 1      |
| Schweiz (IFPI)           | 22 (1 Wo.)        | 1      |